# Torneo Clausura 2015 (Venezuela)
El Torneo Clausura conocida como "Liga Movistar" por motivos de patrocinador, es el Segundo de los dos torneos de la temporada 2014/15 de la primera división venezolana de fútbol.

## Aspectos generales

### Modalidad
El torneo se juega con el formato todos contra todos en una rueda de 17 fechas, en los que participan dieciocho equipos. El campeón será el que sume más puntos durante las 17 fechas. Los campeones de los dos torneos (Apertura y Clausura) se enfrentan en una final a partidos de ida y vuelta para definir al Campeón Nacional quien se lleva el título de liga es decir, la estrella de la temporada.
El equipo campeón del Torneo Clausura 2015 clasifica para la Copa Libertadores de América 2016.

### Información de los equipos
| Club                                          | Ciudad          | Entrenador            | Estadio                      | Capacidad | Indumentaria        | Patrocinador Principal              |
| --------------------------------------------- | --------------- | --------------------- | ---------------------------- | --------- | ------------------- | ----------------------------------- |
| Deportivo Lara                                | Cabudare        | Rafael Dudamel        | Metropolitano de Cabudare    | 45.360    | Adidas              | SoloDeportes                        |
| Aragua Fútbol Club                            | Maracay         | Manuel Plasencia      | Hermanos Ghersi              | 16.000    | Legea               | Gobierno Bolivariano de Aragua      |
| Atlético Venezuela C.F.                       | Caracas         | Mark Jhonson          | Brígido Iriarte              | 10.000    | Adidas              | PDVSA                               |
| Carabobo Fútbol Club                          | Carabobo        | Jhonny Ferreira       | Polideportivo Misael Delgado | 10.000    | Givova              | Soy consciente Consumo eficiente    |
| Caracas Fútbol Club                           | Caracas         | Eduardo Saragó        | Olímpico de la UCV           | 24.900    | Adidas              | Maltín Polar                        |
| C.D. Mineros de Guayana                       | Ciudad Guayana  | Marcos Mathías        | CTE Cachamay                 | 41.600    | Skyros              | Gobernación de Bolívar              |
| Deportivo Anzoategui S.C.                     | Puerto La Cruz  | Ruberth Morán         | José Antonio Anzoátegui      | 40.000    | Skyros              | Gobierno Bolivariano de Anzoategui  |
| Deportivo La Guaira                           | Caracas         | Leonardo Gonzalez     | Olímpico de la UCV           | 24.900    | Adidas              | Traki                               |
| Deportivo Petare F.C.                         | Caracas         | Jhon Giraldo          | Olímpico de la UCV           | 24.900    | Puma                | Herbalife                           |
| Deportivo Táchira F.C.                        | San Cristóbal   | Daniel Farías         | Pueblo Nuevo                 | 38.755    | Adidas              | Gobernación Bolivariana del Táchira |
| Estudiantes de Mérida F.C.                    | Mérida          | Francisco Moreno      | Metropolitano de Mérida      | 42.200    | Academia Sport Wear | Gobierno Socialista de Mérida       |
| Llaneros de Guanare F.C.                      | Guanare         | Fabio Espada          | Rafael Calles Pinto          | 13.000    | Desconocido         | Portuguesa Socialista               |
| Metropolitanos Fútbol Club                    | Caracas         | Hugo Savarese         | Brígido Iriarte              | 10.000    | More Desing         | Seguros Venezuela                   |
| Tucanes de Amazonas F.C.                      | Puerto Ayacucho | Darío Martínez        | Antonio José de Sucre        | 10.000    | Forte               | Gobernación de Amazonas             |
| Trujillanos Fútbol Club                       | Valera          | Horacio Matuszyczk    | José Alberto Pérez           | 25.000    | Kiukak              | PDVSA                               |
| Portuguesa Fútbol Club                        | Araure          | Franceso Stifano      | José Antonio Paez            | 14.000    | No Tiene            | Portuguesa Socialista               |
| Zamora Fútbol Club                            | Barinas         | Juvencio Betancourt   | Agustín Tovar                | 28.500    | Adidas              | PDVSA                               |
| Zulia Fútbol Club                             | Maracaibo       | Carlos Horacio Moreno | José Encarnación Romero      | 42.000    | Adidas              | Gobierno Bolivariano del Zulia      |
| Datos actualizados el 31 de diciembre de 2014 |                 |                       |                              |           |                     |                                     |

## Estadios
| Estadio Metropolitano de Lara                                                             | | |
| Estadio Metropolitano de Cabudare Ciudad: Cabudare Capacidad: 45,360 Club: Deportivo Lara | Estadio Metropolitano de Mérida Ciudad: Mérida Capacidad: 42,200 Club: Estudiantes de Mérida                      | Estadio José Encarnación Romero Ciudad: Maracaibo Capacidad: 42,000 Club: Zulia                       |
|                                                                                           | | |
| Estadio Cachamay Ciudad: Ciudad Guayana Capacidad: 41,600 Club: Mineros de Guayana        | Estadio José Antonio Anzoátegui Ciudad: Puerto La Cruz Capacidad: 40,000 Club: Deportivo Anzoategui S.C.          | Polideportivo de Pueblo Nuevo Ciudad: San Cristóbal Capacidad: 42,755 Club: Deportivo Táchira         |
|                                                                                           | | |
| Estadio José Alberto Pérez Ciudad: Valera Capacidad: 25,000 Club: Trujillanos             | Estadio Olímpico de la UCV Ciudad: Caracas Capacidad: 24,900 Club: Caracas, Deportivo Petare, Deportivo La Guaira | Estadio Agustín Tovar Ciudad: Barinas Capacidad: 24,396 Club: Zamora                                  |
|                                                                                           | | |
| Hermanos Ghersi Ciudad: Maracay Capacidad: 16,000 Club: Aragua                            | Estadio José Antonio Páez Ciudad: Acarigua Capacidad: 14,000 Club: Portuguesa FC                                  | Rafael Calles Pinto Ciudad: Guanare Capacidad 13,000 Club: Llaneros de Guanare F.C.                   |
|                                                                                           | | |
| Polideportivo Misael Delgado Ciudad: Valencia Capacidad: 10,000 Club: Carabobo            | Antonio José de Sucre Ciudad: Puerto Ayacucho Capacidad: 10,000 (15,000 de pie) Club: Tucanes de Amazonas F.C.    | Estadio Brígido Iriarte Ciudad: Caracas Capacidad: 10,000 Club: Atlético Venezuela, Metropolitanos FC |

## Clasificación
|                                           |     | Equipos de fútbol     |  | PJ | G  | E | P  | GF | GC | Dif | Pts |
| ----------------------------------------- | --- | --------------------- |  | -- | -- | - | -- | -- | -- | --- | --- |
|                                           | 1.  | Deportivo Táchira     |  | 17 | 13 | 2 | 2  | 39 | 16 | +23 | 41  |
|                                           | 2.  | Caracas FC            |  | 17 | 12 | 3 | 2  | 23 | 11 | +12 | 39  |
|                                           | 3.  | Zamora FC             |  | 17 | 11 | 3 | 3  | 29 | 14 | +15 | 36  |
|                                           | 4.  | Deportivo Anzoátegui  |  | 17 | 9  | 4 | 4  | 31 | 23 | +8  | 31  |
|                                           | 5.  | Deportivo Lara        |  | 17 | 7  | 7 | 3  | 22 | 18 | +4  | 26  |
|                                           | 6.  | Mineros de Guayana    |  | 17 | 7  | 4 | 6  | 23 | 23 | 0   | 25  |
|                                           | 7.  | Deportivo La Guaira   |  | 17 | 7  | 3 | 7  | 22 | 19 | +3  | 24  |
|                                           | 8.  | Aragua FC             |  | 17 | 6  | 4 | 7  | 25 | 25 | 0   | 22  |
|                                           | 9.  | Atlético Venezuela    |  | 17 | 5  | 6 | 6  | 17 | 15 | +2  | 21  |
|                                           | 10. | Zulia FC              |  | 17 | 6  | 3 | 8  | 14 | 18 | -4  | 21  |
|                                           | 11. | Trujillanos FC        |  | 17 | 5  | 5 | 7  | 15 | 20 | -5  | 20  |
|                                           | 12. | Metropolitanos FC     |  | 17 | 5  | 4 | 8  | 21 | 26 | -5  | 19  |
|                                           | 13. | Deportivo Petare      |  | 17 | 4  | 4 | 9  | 7  | 14 | -7  | 16  |
|                                           | 14. | Tucanes de Amazonas   |  | 17 | 3  | 7 | 7  | 6  | 22 | -16 | 16  |
|                                           | 15. | Carabobo FC           |  | 17 | 4  | 3 | 10 | 20 | 26 | -6  | 15  |
|                                           | 16. | Llaneros de Guanare   |  | 17 | 4  | 2 | 11 | 24 | 32 | -8  | 14  |
|                                           | 17. | Estudiantes de Mérida |  | 17 | 6  | 4 | 7  | 18 | 21 | -3  | 13  |
|                                           | 18. | Portuguesa FC         |  | 17 | 3  | 4 | 10 | 17 | 30 | -13 | 13  |
| Datos actualizados al: 4 de mayo de 2015. |     |                       |  |    |    |   |    |    |    |     |     |

Pts = Puntos; PJ = Partidos jugados; G = Partidos ganados; E = Partidos empatados; P = Partidos perdidos; GF = Goles anotados; GC = Goles recibidos; Dif = Diferencia de goles
|  | Clasificado a la fase de grupos de la Copa Libertadores 2016 por haber salido campeón del Torneo Clausura. |

- Nota: Estudiantes de Mérida fue sancionado por la FIFA con la pérdida de 3 puntos.[6]

- Nota: Estudiantes de Mérida fue sancionado por el consejo de Honor con la pérdida de 6 puntos.[7]

### Evolución de la clasificación
| Equipo / Jornada      | 1  | 2  | 3  | 4  | 5  | 6  | 7  | 8  | 9  | 10 | 11 | 12 | 13 | 14 | 15 | 16 | 17 |
| --------------------- | -- | -- | -- | -- | -- | -- | -- | -- | -- | -- | -- | -- | -- | -- | -- | -- | -- |
| Deportivo Táchira     | 13 | 1  | 1  | 3  | 4  | 4  | 7  | 9  | 6  | 6  | 6  | 5  | 3  | 2  | 2  | 2  | 1  |
| Caracas FC            | 3  | 3  | 2  | 2  | 3  | 3  | 4  | 3  | 3  | 2  | 1  | 1  | 1  | 1  | 1  | 1  | 2  |
| Zamora FC             | 10 | 4  | 4  | 1  | 1  | 1  | 1  | 1  | 1  | 1  | 2  | 2  | 2  | 4  | 3  | 3  | 3  |
| Deportivo Anzoátegui  | 5  | 2  | 3  | 4  | 2  | 2  | 2  | 2  | 2  | 4  | 4  | 3  | 4  | 3  | 4  | 4  | 4  |
| Deportivo Lara        | 8  | 14 | 8  | 12 | 10 | 5  | 8  | 4  | 4  | 3  | 3  | 4  | 5  | 5  | 5  | 5  | 5  |
| Mineros de Guayana    | 15 | 12 | 15 | 13 | 11 | 12 | 13 | 15 | 11 | 8  | 9  | 11 | 9  | 9  | 7  | 9  | 6  |
| Deportivo La Guaira   | 17 | 11 | 12 | 9  | 5  | 7  | 9  | 10 | 12 | 10 | 10 | 10 | 6  | 6  | 6  | 6  | 7  |
| Aragua FC             | 7  | 7  | 5  | 7  | 7  | 9  | 6  | 7  | 8  | 9  | 7  | 7  | 8  | 8  | 11 | 10 | 8  |
| Atlético Venezuela    | 2  | 10 | 6  | 5  | 6  | 8  | 10 | 6  | 7  | 7  | 8  | 8  | 12 | 13 | 10 | 8  | 9  |
| Zulia FC              | 12 | 6  | 9  | 10 | 12 | 10 | 5  | 8  | 5  | 5  | 5  | 6  | 7  | 7  | 9  | 7  | 10 |
| Trujillanos FC        | 9  | 15 | 16 | 15 | 16 | 18 | 16 | 16 | 16 | 14 | 12 | 14 | 11 | 10 | 8  | 11 | 11 |
| Metropolitanos FC     | 4  | 9  | 14 | 14 | 15 | 17 | 15 | 14 | 10 | 12 | 13 | 9  | 10 | 11 | 12 | 12 | 12 |
| Deportivo Petare      | 11 | 13 | 11 | 8  | 9  | 6  | 3  | 5  | 9  | 11 | 11 | 13 | 14 | 12 | 13 | 15 | 13 |
| Tucanes de Amazonas   | 6  | 5  | 10 | 11 | 13 | 13 | 17 | 17 | 17 | 18 | 18 | 17 | 16 | 15 | 14 | 13 | 14 |
| Carabobo FC           | 16 | 17 | 17 | 18 | 17 | 14 | 11 | 11 | 13 | 16 | 16 | 18 | 18 | 18 | 17 | 14 | 15 |
| Llaneros de Guanare   | 1  | 8  | 7  | 6  | 8  | 11 | 12 | 13 | 15 | 17 | 17 | 15 | 15 | 14 | 15 | 16 | 16 |
| Estudiantes de Mérida | 14 | 16 | 13 | 17 | 18 | 16 | 14 | 18 | 18 | 15 | 14 | 16 | 17 | 17 | 18 | 18 | 17 |
| Portuguesa FC         | 18 | 18 | 18 | 16 | 14 | 15 | 18 | 12 | 14 | 13 | 15 | 12 | 13 | 16 | 16 | 17 | 18 |

## Resultados
- Los horarios corresponden a la hora local de Venezuela (UTC-4:30)

Calendario sujeto a cambios
| Metropolitanos FC     | 2:1 | Mineros de Guayana  | Brígido Iriarte           | 10 de enero | 4:00 p. m. | --           | 960              |
| Deportivo Petare      | 0:0 | Zulia FC            | José Antonio Páez         | 11 de enero | 3:00 p. m. | --           | A puerta cerrada |
| Llaneros de Guanare   | 4:1 | Portuguesa FC       | Rafael Calles Pinto       | 11 de enero | 3:00 p. m. | TRP          | 2.441            |
| Carabobo FC           | 0:1 | Tucanes de Amazonas | Misael Delgado            | 11 de enero | 3:30 p. m. | TeleAragua   | 2.954            |
| Deportivo Lara        | 1:1 | Zamora FC           | Metropolitano de Cabudare | 11 de enero | 3:30 p. m. | Promar TV    | 1.964            |
| Trujillanos FC        | 1:1 | Aragua FC           | José Alberto Pérez        | 11 de enero | 4:00 p. m. | DirecTV/Tves | 3.850            |
| Atlético Venezuela    | 2:1 | Deportivo Táchira   | Brígido Iriarte           | 11 de enero | 4:00 p. m. | --           | 1.854            |
| Estudiantes de Mérida | 1:2 | Caracas FC          | Metropolitano de Mérida   | 11 de enero | 4:00 p. m. | --           | 4.182            |
| Deportivo Anzoátegui  | 1:0 | Deportivo La Guaira | José Antonio Anzoátegui   | 11 de enero | 5:00 p. m. | --           | 3.197            |

| Deportivo La Guaira  | 2:1 | Deportivo Lara        | Olímpico de la UCV      | 17 de enero | 5:00 p. m. | DirecTV        | 305              |
| Portuguesa FC        | 0:1 | Mineros de Guayana    | José Antonio Páez       | 18 de enero | 3:00 p. m. | --             | A Puerta Cerrada |
| Tucanes de Amazonas  | 0:0 | Deportivo Petare      | Antonio José de Sucre   | 18 de enero | 3:00 p. m. | Tucanes TV     | 7.823            |
| Zulia FC             | 1:0 | Atlético Venezuela    | José Encarnación Romero | 18 de enero | 3:30 p. m. | DirecTV/Tves   | 10.581           |
| Aragua FC            | 2:1 | Metropolitanos FC     | Hermanos Ghersi         | 18 de enero | 5:00 p. m. | TeleAragua     | 1.632            |
| Deportivo Táchira    | 4:1 | Llaneros de Guanare   | Pueblo Nuevo            | 18 de enero | 5:00 p. m. | ViVe Andes/TRT | A Puerta Cerrada |
| Caracas FC           | 2:1 | Trujillanos FC        | Olímpico de la UCV      | 18 de enero | 5:00 p. m. | --             | 7.354            |
| Deportivo Anzoátegui | 4:2 | Carabobo FC           | José Antonio Anzoátegui | 18 de enero | 5:00 p. m. | --             | 4.621            |
| Zamora FC            | 1:0 | Estudiantes de Mérida | Agustín Tovar           | 18 de enero | 6:00 p. m. | TeleLlano      | 3.884            |

| Metropolitanos FC     | 0:1 | Caracas FC           | Brígido Iriarte         | 24 de enero | 4:00 p. m. | DirecTV/Tves       | 4.370            |
| Portuguesa FC         | 1:3 | Deportivo Táchira    | José Antonio Páez       | 25 de enero | 3:00 p. m. | ViVe Andes         | 3.170            |
| Carabobo FC           | 0:1 | Deportivo Lara       | Misael Delgado          | 25 de enero | 3:30 p. m. | Telearagua         | 3.610            |
| Estudiantes de Mérida | 2:1 | Deportivo La Guaira  | Metropolitano de Mérida | 25 de enero | 4:00 p. m. | --                 | 1.789            |
| Trujillanos FC        | 0:1 | Zamora FC            | José Alberto Pérez      | 25 de enero | 4:00 p. m. | --                 | 2.105            |
| Deportivo Petare      | 0:0 | Deportivo Anzoátegui | Olímpico de la UCV      | 25 de enero | 4:00 p. m. | --                 | A puerta cerrada |
| Mineros de Guayana    | 1:2 | Aragua FC            | CTE Cachamay            | 25 de enero | 4:00 p. m. | La cuna del fútbol | 5.476            |
| Atlético Venezuela    | 3:0 | Tucanes de Amazonas  | Brígido Iriarte         | 25 de enero | 4:00 p. m. | Tucanes TV         | 1.327            |
| Llaneros de Guanare   | 2:0 | Zulia FC             | Rafael Calles Pinto     | 25 de enero | 4:00 p. m. | TRP                | 2.694            |

| Deportivo Táchira    | 3:1 | Aragua FC             | Pueblo Nuevo              | 14 de enero  | 7:30 p. m. | --             | A Puerta Cerrada |
| Deportivo La Guaira  | 2:1 | Trujillanos FC        | Olímpico de la UCV        | 31 de enero  | 5:00 p. m. | Tves           | 631              |
| Zulia FC             | 2:2 | Portuguesa FC         | José Encarnación Romero   | 1 de febrero | 3:00 p. m. | DirecTV        | 8.203            |
| Tucanes de Amazonas  | 0:0 | Llaneros de Guanare   | Antonio José de Sucre     | 1 de febrero | 3:00 p. m. | Tucanes TV     | 4.575            |
| Carabobo FC          | 0:1 | Deportivo Petare      | Misael Delgado            | 1 de febrero | 3:30 p. m. | TeleAragua/TVR | 2.611            |
| Caracas FC           | 1:1 | Mineros de Guayana    | Olímpico de la UCV        | 1 de febrero | 5:00 p. m. | DirecTV/Tves   | 7.711            |
| Deportivo Anzoátegui | 0:0 | Atlético Venezuela    | José Antonio Anzoátegui   | 1 de febrero | 5:00 p. m. | --             | 4.215            |
| Zamora FC            | 4:0 | Metropolitanos FC     | Agustín Tovar             | 1 de febrero | 6:00 p. m. | Telellano      | 5.894            |
| Deportivo Lara       | 0:0 | Estudiantes de Mérida | Metropolitano de Cabudare | 4 de marzo   | 4:00 p. m. | Promar TV      | 1.072            |

| Metropolitanos FC   | 0:1 | Deportivo La Guaira   | Brígido Iriarte     | 7 de febrero | 7:30 p. m. | --                     | 973   |
| Llaneros de Guanare | 2:3 | Deportivo Anzoátegui  | Rafael Calles Pinto | 8 de febrero | 3:00 p. m. | TRP                    | 1.537 |
| Portuguesa FC       | 4:0 | Tucanes de Amazonas   | José Antonio Páez   | 8 de febrero | 3:00 p. m. | Proben TV              | 3.025 |
| Mineros de Guayana  | 0:0 | Zamora FC             | CTE Cachamay        | 8 de febrero | 4:00 p. m. | La cuna del fútbol     | 6.629 |
| Trujillanos FC      | 1:1 | Deportivo Lara        | José Alberto Pérez  | 8 de febrero | 4:00 p. m. | --                     | 622   |
| Atlético Venezuela  | 2:2 | Carabobo FC           | Brígido Iriarte     | 8 de febrero | 4:00 p. m. | --                     | 1.357 |
| Aragua FC           | 0:0 | Caracas FC            | Hermanos Ghersi     | 8 de febrero | 5:00 p. m. | DirecTV/TeleAragua/TVR | 6.165 |
| Deportivo Táchira   | 3:1 | Zulia FC              | Pueblo Nuevo        | 1 de abril   | 7:30 p. m. | ViVe Andes/TRT         | 8.499 |
| Deportivo Petare    | 0:1 | Estudiantes de Mérida | Olímpico de la UCV  | 22 de abril  | 7:00 p. m. | --                     | 379   |

| Deportivo Anzoátegui  | 3:1 | Portuguesa FC       | José Antonio Anzoátegui   | 21 de febrero | 7:00 p. m. | --                    | 3.120            |
| Deportivo Lara        | 3:1 | Metropolitanos FC   | Metropolitano de Cabudare | 22 de febrero | 3:30 p. m. | Promar TV             | 1.956            |
| Zulia FC              | 1:0 | Caracas FC          | José Encarnación Romero   | 22 de febrero | 3:30 p. m. | DirecTV/Tves          | 13.258           |
| Carabobo FC           | 4:1 | Llaneros de Guanare | Misael Delgado            | 22 de febrero | 3:30 p. m. | TeleAragua/TVR        | 2.752            |
| Estudiantes de Mérida | 1:0 | Trujillanos FC      | Metropolitano de Mérida   | 22 de febrero | 4:00 p. m. | --                    | 2.156            |
| Deportivo Petare      | 1:0 | Atlético Venezuela  | Olímpico de la UCV        | 22 de febrero | 4:00 p. m. | --                    | A Puerta Cerrada |
| Deportivo La Guaira   | 2:2 | Mineros de Guayana  | Olímpico de la UCV        | 3 de abril    | 6:00 p. m. | --                    | 466              |
| Tucanes de Amazonas   | 1:0 | Deportivo Táchira   | Antonio José de Sucre     | 5 de abril    | 3:00 p. m. | ViVe Andes/Tucanes TV | 5.783            |
| Zamora FC             | 3:0 | Aragua FC           | Agustín Tovar             | 22 de abril   | 7:30 p. m. | --                    | 2.257            |

| Mineros de Guayana  | 2:2 | Deportivo Lara        | CTE Cachamay            | 15 de febrero | 5:00 p. m. | La cuna del fútbol | 3.715  |
| Portuguesa FC       | 0:1 | Carabobo FC           | José Antonio Páez       | 25 de febrero | 3:00 p. m. | Proben TV          | 500    |
| Zulia FC            | 2:0 | Tucanes de Amazonas   | José Encarnación Romero | 25 de febrero | 3:30 p. m. | Aventura TV        | 5.128  |
| Aragua FC           | 3:2 | Deportivo La Guaira   | Hermanos Ghersi         | 25 de febrero | 5:00 p. m. | TeleAragua/TVR     | 1.567  |
| Atlético Venezuela  | 1:2 | Trujillanos FC        | Brígido Iriarte         | 25 de febrero | 5:00 p. m. | DirecTV            | 835    |
| Llaneros de Guanare | 0:1 | Deportivo Petare      | Rafael Calles Pinto     | 25 de febrero | 7:00 p. m. | TRP                | 2.146  |
| Metropolitanos FC   | 2:1 | Estudiantes de Mérida | Brígido Iriarte         | 26 de febrero | 7:00 p. m. | --                 | 478    |
| Caracas FC          | 1:0 | Zamora FC             | Olímpico de la UCV      | 4 de marzo    | 7:30 p. m. | DirecTV            | 6.101  |
| Deportivo Táchira   | 2:1 | Deportivo Anzoátegui  | Pueblo Nuevo            | 22 de abril   | 7:30 p. m. | ViVe Andes/TRT     | 12.223 |

| Deportivo La Guaira   | 1:2 | Caracas FC          | Olímpico de la UCV        | 28 de febrero | 5:00 p. m. | DirecTV                | 3.494            |
| Deportivo Lara        | 2:1 | Aragua FC           | Metropolitano de Cabudare | 1 de marzo    | 3:30 p. m. | Promar TV              | 1.541            |
| Deportivo Petare      | 0:1 | Portuguesa FC       | Olímpico de la UCV        | 1 de marzo    | 4:00 p. m. | Proben TV              | A puerta cerrada |
| Trujillanos FC        | 1:1 | Metropolitanos FC   | José Alberto Pérez        | 1 de marzo    | 4:00 p. m. | --                     | 905              |
| Atlético Venezuela    | 2:0 | Llaneros de Guanare | Brígido Iriarte           | 1 de marzo    | 4:00 p. m. | --                     | 739              |
| Deportivo Anzoátegui  | 3:1 | Zulia FC            | José Antonio Anzoátegui   | 1 de marzo    | 5:00 p. m. | --                     | 3.720            |
| Carabobo FC           | 1:1 | Deportivo Táchira   | Misael Delgado            | 1 de marzo    | 5:00 p. m. | DirecTV/TeleAragua/TVR | 7.155            |
| Zamora FC             | 4:0 | Tucanes de Amazonas | Agustín Tovar             | 1 de marzo    | 6:00 p. m. | Telellano              | 4.164            |
| Estudiantes de Mérida | 1:2 | Mineros de Guayana  | Metropolitano de Mérida   | 29 de abril   | 7:00 p. m. | --                     | 1.171            |

| Deportivo Táchira   | 3:0 | Deportivo Petare      | Pueblo Nuevo            | 5 de marzo | 7:30 p. m. | --                          | 3.900 |
| Zamora FC           | 2:1 | Deportivo La Guaira   | Agustín Tovar           | 7 de marzo | 6:00 p. m. | Telellano                   | 3.100 |
| Metropolitanos FC   | 3:0 | Llaneros de Guanare   | Brígido Iriarte         | 7 de marzo | 6:30 p. m. | --                          | 358   |
| Portuguesa FC       | 1:1 | Atlético Venezuela    | José Antonio Páez       | 8 de marzo | 3:00 p. m. | --                          | 2.400 |
| Tucanes de Amazonas | 1:1 | Deportivo Anzoátegui  | Antonio José de Sucre   | 8 de marzo | 3:00 p. m. | Tucanes TV                  | 7.232 |
| Zulia FC            | 1:0 | Carabobo FC           | José Encarnación Romero | 8 de marzo | 3:30 p. m. | Tves                        | 7.243 |
| Mineros de Guayana  | 3:0 | Trujillanos FC        | CTE Cachamay            | 8 de marzo | 5:00 p. m. | La cuna del fútbol          | 3.146 |
| Aragua FC           | 2:2 | Estudiantes de Mérida | Hermanos Ghersi         | 8 de marzo | 5:00 p. m. | TeleAragua/TVR/DirecTV/Tves | 2.131 |
| Caracas FC          | 1:2 | Deportivo Lara        | Olímpico de la UCV      | 8 de marzo | 5:00 p. m. | --                          | 6.963 |

| Deportivo Táchira    | 5:2 | Mineros de Guayana    | Pueblo Nuevo            | 14 de marzo | 5:00 p. m. | DirecTV            | 2.699  |
| Tucanes de Amazonas  | 0:1 | Caracas FC            | Antonio José de Sucre   | 15 de marzo | 3:00 p. m. | Tucanes TV/DirecTV | 10.122 |
| Portuguesa FC        | 2:2 | Metropolitanos FC     | Antonio José de Sucre   | 15 de marzo | 3:00 p. m. | Proben TV          | 1.960  |
| Zulia FC             | 2:1 | Aragua FC             | José Encarnación Romero | 15 de marzo | 3:30 p. m. | Tves               | 9.128  |
| Llaneros de Guanare  | 2:3 | Trujillanos FC        | Rafael Calles Pinto     | 15 de marzo | 4:00 p. m. | --                 | 750    |
| Atlético Venezuela   | 0:1 | Estudiantes de Mérida | Brígido Iriarte         | 15 de marzo | 4:00 p. m. | --                 | 827    |
| Deportivo Petare     | 0:1 | Deportivo Lara        | Olímpico de la UCV      | 15 de marzo | 4:00 p. m. | --                 | 387    |
| Carabobo FC          | 1:2 | Deportivo La Guaira   | Misael Delgado          | 15 de marzo | 5:00 p. m. | TeleAragua/TVR     | 3.511  |
| Deportivo Anzoátegui | 1:1 | Zamora FC             | José Antonio Anzoátegui | 25 de marzo | 7:00 p. m. | DirecTV            | 6.715  |

| Zamora FC             | 4:2 | Carabobo FC          | Agustín Tovar             | 28 de enero | 7:30 p. m. | Telellano          | 3.412 |
| Deportivo Lara        | 1:1 | Atlético Venezuela   | Metropolitano de Cabudare | 18 de marzo | 3:30 p. m. | Promar TV          | 1.005 |
| Aragua FC             | 3:0 | Tucanes de Amazonas  | Hermanos Ghersi           | 18 de marzo | 5:00 p. m. | TeleAragua         | 1.270 |
| Caracas FC            | 1:0 | Deportivo Anzoátegui | Olímpico de la UCV        | 18 de marzo | 7:30 p. m. | DirecTV            | 5.655 |
| Trujillanos FC        | 1:0 | Portuguesa FC        | José Alberto Pérez        | 18 de marzo | 7:30 p. m. | --                 | 720   |
| Estudiantes de Mérida | 0:0 | Llaneros de Guanare  | Metropolitano de Mérida   | 18 de marzo | 7:30 p. m. | --                 | 2.085 |
| Metropolitanos FC     | 2:3 | Deportivo Táchira    | Brígido Iriarte           | 25 de marzo | 3:30 p. m. | --                 | 643   |
| Deportivo La Guaira   | 1:0 | Deportivo Petare     | Olímpico de la UCV        | 25 de marzo | 6:00 p. m. | --                 | 135   |
| Mineros de Guayana    | 1:0 | Zulia FC             | CTE Cachamay              | 25 de marzo | 7:00 p. m. | La cuna del fútbol | 2.642 |

| Portuguesa FC        | 3:1 | Estudiantes de Mérida | José Antonio Páez       | 22 de marzo | 3:00 p. m. | Proben TV      | 508   |
| Llaneros de Guanare  | 3:0 | Deportivo Lara        | Rafael Calles Pinto     | 22 de marzo | 3:00 p. m. | TRP            | 400   |
| Tucanes de Amazonas  | 1:0 | Mineros de Guayana    | Antonio José de Sucre   | 22 de marzo | 3:00 p. m. | --             | 1.132 |
| Zulia FC             | 1:2 | Metropolitanos FC     | José Encarnación Romero | 22 de marzo | 3:30 p. m. | Tves           | 3.800 |
| Atlético Venezuela   | 1:1 | Deportivo La Guaira   | Brígido Iriarte         | 22 de marzo | 4:00 p. m. | --             | 475   |
| Deportivo Petare     | 1:2 | Zamora FC             | Olímpico de la UCV      | 22 de marzo | 4:00 p. m. | --             | 322   |
| Deportivo Táchira    | 2:1 | Trujillanos FC        | Pueblo Nuevo            | 22 de marzo | 5:00 p. m. | ViVe Andes/TRT | 2.284 |
| Deportivo Anzoátegui | 3:2 | Aragua FC             | José Antonio Anzoátegui | 22 de marzo | 5:00 p. m. | DirecTV/Tves   | 1.652 |
| Carabobo FC          | 0:2 | Caracas FC            | Misael Delgado          | 22 de marzo | 5:00 p. m. | TeleAragua/TVR | 4.852 |

| Deportivo La Guaira   | 3:0 | Llaneros de Guanare  | Olímpico de la UCV      | 28 de marzo | 6:00 p. m. | --                 | 249   |
| Deportivo Lara        | 4:1 | Portuguesa FC        | Metropolitano de Lara   | 29 de marzo | 3:30 p. m. | Promar TV          | 2.182 |
| Metropolitanos FC     | 0:0 | Tucanes de Amazonas  | Brígido Iriarte         | 29 de marzo | 3:30 p. m. | --                 | 541   |
| Trujillanos FC        | 1:0 | Zulia FC             | José Alberto Pérez      | 29 de marzo | 4:00 p. m. | --                 | 1.115 |
| Estudiantes de Mérida | 0:2 | Deportivo Táchira    | Metropolitano de Mérida | 29 de marzo | 4:00 p. m. | --                 | 9.260 |
| Mineros de Guayana    | 1:3 | Deportivo Anzoátegui | CTE Cachamay            | 29 de marzo | 5:00 p. m. | La cuna del fútbol | 3.122 |
| Caracas FC            | 1:0 | Deportivo Petare     | Olímpico de la UCV      | 29 de marzo | 5:00 p. m. | DirecTV/Tves       | 7.786 |
| Aragua FC             | 1:1 | Carabobo FC          | Hermanos Ghersi         | 29 de marzo | 5:00 p. m. | TeleAragua/TVR     | 3.218 |
| Zamora FC             | 3:0 | Atlético Venezuela   | Agustín Tovar           | 29 de marzo | 6:00 p. m. | Telellano          | 3.724 |

| Tucanes de Amazonas  | 0:0 | Trujillanos FC        | Antonio José de Sucre   | 12 de abril | 3:00 p. m. | Tucanes TV               | 4.835  |
| Portuguesa FC        | 0:0 | Deportivo La Guaira   | José Antonio Páez       | 12 de abril | 3:00 p. m. | Proben TV                | 4.830  |
| Zulia FC             | 0:1 | Estudiantes de Mérida | José Encarnación Romero | 12 de abril | 3:30 p. m. | --                       | 3.163  |
| Atlético Venezuela   | 0:1 | Caracas FC            | Brígido Iriarte         | 12 de abril | 4:00 p. m. | DirecTV/Tves             | 7.388  |
| Llaneros de Guanare  | 5:0 | Zamora FC             | Rafael Calles Pinto     | 12 de abril | 4:00 p. m. | --                       | 3.008  |
| Deportivo Petare     | 1:0 | Aragua FC             | Olímpico de la UCV      | 12 de abril | 4:00 p. m. | --                       | 602    |
| Deportivo Anzoátegui | 3:2 | Metropolitanos FC     | José Antonio Anzoátegui | 12 de abril | 5:00 p. m. | --                       | 4.283  |
| Carabobo FC          | 0:1 | Mineros de Guayana    | Misael Delgado          | 18 de abril | 5:00 p. m. | --                       | 2.886  |
| Deportivo Táchira    | 3:0 | Deportivo Lara        | Pueblo Nuevo            | 29 de abril | 7:30 p. m. | Promar TV/ViVe Andes/TRT | 20.029 |

| Mineros de Guayana    | 2:1 | Deportivo Petare     | CTE Cachamay              | 11 de marzo | 7:00 p. m. | La cuna del fútbol  | 2.635 |
| Trujillanos FC        | 1:0 | Deportivo Anzoátegui | José Alberto Pérez        | 18 de abril | 4:00 p. m. | --                  | 595   |
| Deportivo La Guaira   | 1:2 | Deportivo Táchira    | Olímpico de la UCV        | 18 de abril | 6:00 p. m. | DirecTV/Tves        | 1.645 |
| Deportivo Lara        | 0:0 | Zulia FC             | Metropolitano de Cabudare | 19 de abril | 3:30 p. m. | Promar TV           | 1.253 |
| Estudiantes de Mérida | 1:1 | Tucanes de Amazonas  | Metropolitano de Mérida   | 19 de abril | 4:00 p. m. | --                  | 1.402 |
| Caracas FC            | 3:2 | Llaneros de Guanare  | Olímpico de la UCV        | 19 de abril | 5:00 p. m. | Tves                | 7.544 |
| Aragua FC             | 0:2 | Atlético Venezuela   | Hermanos Ghersi           | 19 de abril | 5:00 p. m. | TeleAragua/TVR      | 1.430 |
| Zamora FC             | 1:0 | Portuguesa FC        | Agustín Tovar             | 19 de abril | 6:00 p. m. | Telellano/Proben TV | 2.255 |
| Metropolitanos FC     | 2:3 | Carabobo FC          | Brígido Iriarte           | 22 de abril | 4:00 p. m. | --                  | 703   |

| Tucanes de Amazonas  | 0:0 | Deportivo Lara        | Antonio José de Sucre   | 26 de abril | 3:30 p. m. | Tucanes TV                  | 5.541  |
| Deportivo Táchira    | 1:0 | Zamora FC             | Pueblo Nuevo            | 26 de abril | 3:30 p. m. | DirecTV/Tves/ViVe Andes/TRT | 22.367 |
| Portuguesa FC        | 0:2 | Caracas FC            | José Antonio Páez       | 26 de abril | 3:30 p. m. | Proben TV                   | 2.923  |
| Llaneros de Guanare  | 1:2 | Aragua FC             | Rafael Calles Pinto     | 26 de abril | 3:30 p. m. | TRP                         | 1.200  |
| Atlético Venezuela   | 2:0 | Mineros de Guayana    | Brígido Iriarte         | 26 de abril | 3:30 p. m. | La cuna del fútbol          | 935    |
| Carabobo FC          | 2:0 | Trujillanos FC        | Misael Delgado          | 26 de abril | 3:30 p. m. | TeleAragua/TVR              | 2.597  |
| Zulia FC             | 1:0 | Deportivo La Guaira   | José Encarnación Romero | 26 de abril | 3:30 p. m. | --                          | 3.043  |
| Deportivo Anzoátegui | 4:3 | Estudiantes de Mérida | José Antonio Anzoátegui | 26 de abril | 3:30 p. m. | --                          | 1.980  |
| Deportivo Petare     | 0:1 | Metropolitanos FC     | Olímpico de la UCV      | 26 de abril | 3:30 p. m. | --                          | 739    |

| Deportivo La Guaira   | 3:1 | Tucanes de Amazonas  | Olímpico de la UCV        | 2 de mayo | 6:00 p. m. | --                 | 1.209  |
| Zamora FC             | 2:1 | Zulia FC             | Agustín Tovar             | 3 de mayo | 4:00 p. m. | --                 | 1.119  |
| Metropolitanos FC     | 0:0 | Atlético Venezuela   | Brígido Iriarte           | 3 de mayo | 4:00 p. m. | --                 | 317    |
| Trujillanos FC        | 1:1 | Deportivo Petare     | José Alberto Pérez        | 3 de mayo | 4:00 p. m. | --                 | 845    |
| Estudiantes de Mérida | 2:1 | Carabobo FC          | Metropolitano de Mérida   | 3 de mayo | 4:00 p. m. | --                 | 1.118  |
| Caracas FC            | 2:2 | Deportivo Táchira    | Olímpico de la UCV        | 3 de mayo | 4:00 p. m. | DirecTV/Tves       | 18.633 |
| Aragua FC             | 4:0 | Portuguesa FC        | Hermanos Ghersi           | 3 de mayo | 4:00 p. m. | TeleAragua/TVR     | 1.454  |
| Deportivo Lara        | 3:1 | Deportivo Anzoátegui | Metropolitano de Cabudare | 3 de mayo | 4:00 p. m. | Promar TV          | 1.258  |
| Mineros de Guayana    | 3:1 | Llaneros de Guanare  | CTE Cachamay              | 3 de mayo | 4:00 p. m. | La cuna del fútbol | 1.326  |

### Máximos goleadores
| Pos. | Jugador          | Equipo               | Goles | Jugada | Cabeza | T. Libre | Penal |
| ---- | ---------------- | -------------------- | ----- | ------ | ------ | -------- | ----- |
| 1.º  | Gelmin Rivas     | Deportivo Táchira    | 13    | 7      | 6      | 0        | 0     |
| 2.º  | Edder Farías     | Caracas FC           | 11    | 7      | 3      | 0        | 1     |
| 3.º  | Edwin Aguilar    | Deportivo Anzoategui | 10    | 7      | 1      | 0        | 2     |
| 4.º  | Leandro Vargas   | Llaneros de Guanare  | 9     | 7      | 0      | 0        | 2     |
| 5.º  | Armando Carrillo | Metropolitanos FC    | 9     | 8      | 0      | 0        | 1     |

### Hat-Tricks o más
| Jugador      | Equipo            | Adversario         | Resultado | Cantidad | Fecha       | Jornada    |
| ------------ | ----------------- | ------------------ | --------- | -------- | ----------- | ---------- |
| Gelmin Rivas | Deportivo Táchira | Mineros de Guayana | 5-2       | 4        | 14 de marzo | Jornada 10 |

### Autogoles
| Jugador         | Equipo               | Adversario           | Resultado | Cantidad | Fecha        |
| --------------- | -------------------- | -------------------- | --------- | -------- | ------------ |
| Joel Cáceres    | Deportivo Lara       | Zamora FC            | 1-1       | 1        | 11 de enero  |
| Jonny Mirabal   | Deportivo Anzoátegui | Carabobo FC          | 4-2       | 1        | 18 de enero  |
| Jessuef Guzmán  | Llaneros de Guanare  | Deportivo Anzoátegui | 2-3       | 1        | 8 de febrero |
| Anderson Orozco | Llaneros de Guanare  | Atlético Venezuela   | 0-2       | 1        | 1 de marzo   |

## Asistencias a los estadios
La tabla siguiente muestra la cantidad de espectadores que acumuló cada equipo en sus respectivos partidos. Solo cuentan como Partidos Jugados Aquellos donde hay asistencia de público, Los Partidos a Puerta Cerrada no cuentan.
| Pos. | Equipos               | PJ  | As.     | Prom. |
| ---- | --------------------- | --- | ------- | ----- |
| 1.   | Deportivo Táchira**   | 7   | 72001   | 10285 |
| 2.   | Caracas FC            | 8   | 67747   | 8468  |
| 3.   | Zulia FC              | 9   | 63547   | 7600  |
| 4.   | Tucanes de Amazonas   | 8   | 47043   | 5880  |
| 5.   | Deportivo Anzoátegui  | 9   | 33503   | 3722  |
| 6.   | Carabobo FC           | 9   | 32928   | 3658  |
| 7.   | Zamora FC             | 9   | 29809   | 3312  |
| 8.   | Mineros de Guayana    | 8   | 28691   | 3586  |
| 9.   | Estudiantes de Mérida | 8   | 23163   | 2895  |
| 10.  | Portuguesa FC*        | 8   | 19316   | 2414  |
| 11.  | Aragua FC             | 8   | 18867   | 2358  |
| 12.  | Atlético Venezuela    | 9   | 15737   | 1748  |
| 13.  | Llaneros de Guanare   | 8   | 14176   | 1772  |
| 14.  | Deportivo Lara        | 8   | 12231   | 1528  |
| 15.  | Trujillanos FC        | 8   | 10757   | 1344  |
| 16.  | Metropolitanos FC     | 9   | 9343    | 1038  |
| 17.  | Deportivo La Guaira   | 8   | 8134    | 1016  |
| 18.  | Deportivo Petare****  | 5   | 2429    | 485   |
| .    | Total                 | 146 | 509.422 | 3.489 |

- 1 partido a Puerta Cerrada *